# Kyösti Laasonen
Kyösti Kalevi Laasonen (Kitee, 27 de septiembre de 1945) es un deportista finlandés que compitió en tiro con arco, en la modalidad de arco recurvo. Su hermano Kauko compitió en el mismo deporte.
Participó en cuatro Juegos Olímpicos de Verano, entre los años 1972 y 1984, obteniendo una medalla de bronce en Múnich 1972, en la prueba individual.
Ganó seis medallas en el Campeonato Mundial de Tiro con Arco al Aire Libre entre los años 1971 y 1981, y diez medallas en el Campeonato Europeo de Tiro con Arco al Aire Libre entre los años 1968 y 1986.

## Palmarés internacional
| Juegos Olímpicos                 | Juegos Olímpicos                | Juegos Olímpicos  | Juegos Olímpicos |
| Año                              | Lugar                           | Medalla           | Prueba           |
| -------------------------------- | ------------------------------- | ----------------- | ---------------- |
| 1972                             | Múnich (RFA)                    | Medalla de bronce | Individual       |
| Campeonato Mundial al Aire Libre |                                 |                   |                  |
| Año                              | Lugar                           | Medalla           | Prueba           |
| 1971                             | York (Reino Unido)              | Medalla de plata  | Individual       |
| 1971                             | York (Reino Unido)              | Medalla de plata  | Equipo           |
| 1973                             | Grenoble (Francia)              | Medalla de plata  | Individual       |
| 1973                             | Grenoble (Francia)              | Medalla de bronce | Equipo           |
| 1981                             | Punta Ala (Italia)              | Medalla de oro    | Individual       |
| 1981                             | Punta Ala (Italia)              | Medalla de plata  | Equipo           |
| Campeonato Europeo al Aire Libre |                                 |                   |                  |
| Año                              | Lugar                           | Medalla           | Prueba           |
| 1968                             | Reutte (Austria)                | Medalla de oro    | Individual       |
| 1968                             | Reutte (Austria)                | Medalla de plata  | Equipo           |
| 1970                             | Hradec Králové (Checoslovaquia) | Medalla de plata  | Equipo           |
| 1970                             | Hradec Králové (Checoslovaquia) | Medalla de bronce | Individual       |
| 1976                             | Copenhague (Dinamarca)          | Medalla de oro    | Equipo           |
| 1976                             | Copenhague (Dinamarca)          | Medalla de bronce | Individual       |
| 1980                             | Compiègne (Francia)             | Medalla de oro    | Individual       |
| 1980                             | Compiègne (Francia)             | Medalla de plata  | Equipo           |
| 1982                             | Kecskemét (Hungría)             | Medalla de bronce | Equipo           |
| 1986                             | Esmirna (Turquía)               | Medalla de plata  | Equipo           |